# Implementeringsvetenskap
Implementeringsvetenskap eller implementeringsforskning är forskning kring hinder och underlättande faktorer för implementering av evidensbaserade åtgärder eller ingripanden inom hälso- och sjukvård. Den omfattar alla åtgärder som planeras införas i syfte att förbättra eller skydda hälsa hos individer, familjer, system och/eller samhällen, såsom riktlinjer eller ny teknologi, samt att undersöka effekten av olika strategier för detta. 
Till implemeteringsstrategier räknas alla aktiviteter som syftar till ökad användning av evidens inom hälso- och sjukvård, t.ex. utvärdering, påminnelser eller olika former av utvärdering och återkoppling. 
Implementeringsvetenskap syftar således till att främja kunskap om vad som påverkar införandet av evidens i praktik men också hur implementering kan göras mer framgångsrik. 